# Національна академія Національної гвардії України
Національна академія Національної гвардії України (до травня 2014 року — Академія внутрішніх військ МВС України) — державний вищий військовий навчальний заклад IV рівня акредитації, підпорядкований Міністерству внутрішніх справ України та розташований у Харкові.

## Історія
26 грудня 1931 року в Помірках була заснована II школа прикордонної охорони та внутрішніх військ (згодом II об'єднана прикордонна школа). Комплектування школи почалось 31 грудня 1931 р. 16 квітня 1932 р. її колективу було вручено Бойовий Червоний прапор. 1 травня 1932 р. курсанти першого набору у складі 4-х піхотних підрозділів, дивізіону зв'язку, бронетанкового, артилерійського, кавалерійського та дивізіону забезпечення навчального процесу вперше брали участь у першотравневому військовому параді Харківського гарнізону. 7 листопада 1932 р. відбувся перший випуск молодших командирів.
У квітні 1937 р. школа стала називатися Харківським військовим училищем військ НКВС ім. Ф. Е. Дзержинського, згодом — Харківське військове училище внутрішніх військ.
У вересні 1946 р. відбувся перший післявоєнний випуск офіцерів служби тилу. У 1959 р. училище було передислоковано в межах Харкова на площу Повстання. 1975 р. училище повністю перейшло на навчання курсантів за програмою вищого військового навчального закладу і стало називатися Харківським вищим військовим училищем тилу МВС СРСР. 20 грудня 1983 р. та 12 грудня 1984 р. училищу було вручено перехідний Червоний прапор МВС СРСР за успішне виконання завдань та високі результати, які були досягнені в службово-бойовій діяльності, бойовій підготовці, зміцненні військової дисципліни та тиловому забезпеченні.
2 січня 1992 р. було створено Харківське вище військове училище Національної гвардії України. Рішенням Міжгалузевої атестаційної комісії при Міністерстві освіти України від 29-30 червня 1995 р. і Наказу Міністерства освіти України від 19 липня 1995 р. № 215 назву училища було змінено на «Військовий інститут Національної гвардії України» (ВІ НГУ). З 1999—2000 рр. інститут отримав назву «Військового інституту внутрішніх військ МВС України». Рішенням Державної акредитаційної комісії України від 2 березня 2006 р. Військовий інститут внутрішніх військ МВС України було визнано акредитованим за статусом вищого навчального закладу четвертого рівня, і невдовзі, відповідно до Розпорядження Кабінету Міністрів України № 198-Р від 10 квітня 2006 р. інститут реорганізовано в Академію. 26 травня 2006 р. на підставі Указу Президента України Академії вручено Бойовий прапор.
27 травня 2014 року у зв'язку з відтворенням на базі внутрішніх військ МВС Національної гвардії України академія реорганізована в Академію Національної гвардії України.
4 червня 2014 року указом в.о. Президента України О.Турчинова академії, ураховуючи загальнодержавне і міжнародне визнання результатів діяльності Академії Національної гвардії України, її вагомий внесок у розвиток національної освіти і науки, надано статус національної та нове найменування — Національна академія Національної гвардії України.

## Структура, спеціальності

### Факультет №1 «Командно-штабний»
Командно-штабний факультет здійснює цільову підготовку курсантів на посади командирів бойових підрозділів, командирів підрозділів розвідки та спеціального призначення, а також підготовку командирів підрозділів зв'язку Національної гвардії України.

### Факультет №2 «Оперативний»
Створено 1 вересня 2018 року на підставі наказу командувача НГУ № 431 від 27.07.2018 року «Про організаційно-штатні заходи в НГУ» з метою, необхідності підготовки офіцерських кадрів оперативно-тактичного рівня військової освіти для частин (з'єднань) НГУ та інших силових структур. Створення єдиного «центру» формування та реалізації освітньої діяльності на оперативно-тактичному рівні військової освіти. Впровадження єдиних форм та методів практичної підготовки військових фахівців.

### Факультет №3 «Логістики»
Структурний підрозділ Національної академії Національної гвардії України, до складу якого входять шість кафедр та три підрозділи курсантів.

### Факультет №4 «Гуманітарний»
Здійснює підготовку військових фахівців за спеціальністю «Переклад», спеціалізацією «Військове навчання та виховання» освітньо-кваліфікаційного рівня «спеціаліст», підготовку цивільних фахівців за спеціальністю «Переклад» освітньо-кваліфікаційних рівнів «бакалавр», «спеціаліст» та «магістр» за денною формою навчання на основі повної загальної середньої освіти, підготовку цивільних фахівців за спеціальністю «Переклад» освітньо-кваліфікаційного рівня «магістр» за заочною формою навчання.

### Загальноакадемічні кафедри
- Кафедра № 13 Соціальних та правових дисциплін
- Кафедра № 14 Інформатики та прикладних інформаційних технологій
- Кафедра № 15 Фізичної підготовки та спорту
- Кафедра № 16 Фундаментальних дисциплін
- Кафедра № 17 Інженерної механіки-підпорядкована факультету логістики
- Кафедра № 18 Іноземних мов

### Ад'юнктура
Підготовка ад'юнктів проводиться за спеціальностями:
- 21.07.05 «Службово-бойова діяльність сил з охорони правопорядку»;
- 20.01.01 «Воєнне мистецтво»;
- 20.02.12 «Військова кібернетика, системи управління і зв'язок»;
- 20.02.14 «Озброєння і військова техніка».

## Спеціалізовані Вчені ради по захисту дисертацій
Спеціалізовані вчені ради по захисту кандидатських дисертацій за спеціальностями:
- 21.07.05 «Службово-бойова діяльність сил охорони правопорядку»;
- 20.02.14 «Озброєння і військова техніка».

## Керівники академії
- Полторак Степан Тимофійович (березень 2002 — 28 лютого 2014)
- Пеньков Володимир Іванович (з 28 лютого 2014 — 2016)
- Соколовський Сергій Анатолійович (з 26 грудня 2016 — 2024 )

## Відомі випускники
Див. Випускники Національної академії Національної гвардії України
- Агасиєв Кирило Яшар огли (нар. 1993), старший лейтенант Збройних Сил України, Герой України (16 травня 2022 р.).
- Аллеров Владислав Юрійович (1985—2022), полковник Національної гвардії України, Герой України (27 грудня 2022 р., посмертно).
- Апухтін Дмитро Олександрович (1977—2022), полковник Національної гвардії України, Герой України (25 березня 2022 р., посмертно).
- Гриценко Сергій В'ячеславович (1998—2023), лейтенант Національної гвардії України, Герой України (28 червня 2024 р., посмертно).
- Громадський Євгеній Олегович (нар. 2000), майор Національної гвардії України, Герой України (25 березня 2022 р.).
- Демчук Ігор Володимирович (1987—2023), підполковник Національної гвардії України, Герой України (25 березня 2024 р., посмертно).
- Коваль Віталій Борисович (2001—2023), лейтенант Національної гвардії України, Герой України (28 серпня 2023 р., посмертно).
- Лещишин Богдан Григорович (1982—2022), підполковник Національної гвардії України, Герой України (25 квітня 2022 р., посмертно).
- Лоюк Анатолій Миколайович (1997—2023), майор Національної гвардії України, Герой України (28 червня 2024 р., посмертно).
- Манько Вадим Олександрович (1995—2022), капітан Національної гвардії України, Герой України (6 жовтня 2022 р., посмертно).
- Орлов Олександр Олександрович (1986—2022), підполковник Національної гвардії України, Герой України (6 грудня 2023 р., посмертно).
- Осипенко Олексій Леонідович (нар. ???), полковник Національної гвардії України, Герой України (27 грудня 2022 р.).
- Приймаченко Андрій Васильович (1990—2023), полковник Національної гвардії України, Герой України (25 березня 2024 р., посмертно).
- Пруглов Артур Андрійович (нар. 1997), капітан Національної гвардії України, Герой України (25 березня 2024 р.).
- Собків Роман Васильович (1989—2022), майор Національної гвардії України, Герой України (17 квітня 2022 р., посмертно).
- Соколенко Андрій Аполінарійович (1973—2015), полковник Національної гвардії України, Герой України (9 травня 2019 р., посмертно).
- Шевченко Денис Валерійович (1999—2023), капітан Національної гвардії України, Герой України (28 червня 2024 р., посмертно).
- Шевченко Юлія Андріївна (1999—2023), лейтенант Збройних Сил України, 24 серпня 2023 р. нагороджена орденом Богдана Хмельницького ІІІ ступеня (посмертно).
- Ширяєв Олег Вікторович (нар. 1986), майор Збройних Сил України, Герой України (30 вересня 2024 р.).
- Шлега Денис Олексійович (нар. 1982), полковник Національної гвардії України, Герой України (1 жовтня 2022 р.).
- Ященко Вадим Юрійович (нар. ???), майор Національної гвардії України, Герой України (27 грудня 2022 р.).

## Бібліотека
В Академії існує 3 бібліотеки:
- науково-технічна;
- таємна;
- художня.

Загальна кількість читальних залів — 4 (посадочних місць — 132). Фонд — більше 135 000 прим.